# Films américains sortis en 1959
Listes de films américains
- 1955
- 1956
- 1957
- 1958
- 1959
- 1960
- 1961
- 1962
- 1963

Liste (non exhaustive) de films américains sortis en 1959. Le film Ben-Hur remporte la 32e cérémonie des Oscars qui se déroule le lundi 4 avril 1960 au RKO Pantages Theatre d'Hollywood et gagne un record de onze Oscars.

## A-B (par ordre alphabétique des titres en anglais)
| Titre                                            | Réalisateur           | Distribution | Genre           | Notes                                                                         |
| ------------------------------------------------ | --------------------- | --- | --------------- | ----------------------------------------------------------------------------- |
| 4D Man                                           | Irvin Yeaworth (en)   | Robert Lansing, Lee Meriwether                                                                                            | Science-fiction | Produit et écrit par Jack H. Harris                                           |
| The 30 Foot Bride of Candy Rock (en)             | Sidney Miller (en)    | Lou Costello, Dorothy Provine                                                                                             | Comédie         | Distribué après la mort de Costello                                           |
| Al Capone                                        | Richard Wilson        | Rod Steiger, Nehemiah Persoff, Fay Spain                                                                                  | Biographie      |                                                                               |
| Alias Jesse James                                | Norman Z. McLeod      | Bob Hope, Rhonda Fleming                                                                                                  | Western         | United Artists                                                                |
| The Alligator People (en)                        | Roy Del Ruth          | Beverly Garland, Bruce Bennett                                                                                            | Film d'horreur  |                                                                               |
| Anatomy of a Murder                              | Otto Preminger        | James Stewart, Lee Remick, George C. Scott, Ben Gazzara, Arthur O'Connell, Eve Arden, Joseph N. Welch (en), Kathryn Grant | Drame policier  | Columbia Pictures; d'après un livre de Robert Traver; 7 nominations aux Oscar |
| The Angry Hills                                  | Robert Aldrich        | Robert Mitchum, Stanley Baker, Gia Scala                                                                                  | Film de guerre  |                                                                               |
| The Angry Red Planet                             | Ib Melchior           | Gerald Mohr, Naura Hayden (en)                                                                                            | Science-fiction |                                                                               |
| The Atomic Submarine (en)                        | Spencer Gordon Bennet | Arthur Franz, Dick Foran                                                                                                  | Science-fiction |                                                                               |
| Ask Any Girl                                     | Charles Walters       | David Niven, Shirley MacLaine, Gig Young                                                                                  | Comédie         |                                                                               |
| Attack of the Giant Leeches                      | Bernard L. Kowalski   | Ken Clarke, Yvette Vickers                                                                                                | Science-fiction |                                                                               |
| The Bat                                          | Crane Wilbur          | Vincent Price, Agnes Moorehead, Darla Hood                                                                                | Science-fiction | Dernière apparition à l'écran de Hood                                         |
| Beast from Haunted Cave                          | Monte Hellman         | Michael Forest, Frank Wolff                                                                                               | Science-fiction |                                                                               |
| The Beat Generation                              | Charles F. Haas       | Mamie Van Doren, Ray Danton, Fay Spain                                                                                    | Drame           |                                                                               |
| Behemoth the Sea Monster                         | Eugène Lourié         | Gene Evans, André Morell                                                                                                  | Science-fiction | Allied Artists                                                                |
| Beloved Infidel                                  | Henry King            | Gregory Peck, Deborah Kerr                                                                                                | Biographie      | Vie de F. Scott Fitzgerald                                                    |
| Ben-Hur                                          | William Wyler         | Charlton Heston, Stephen Boyd, Jack Hawkins, Martha Scott, Cathy O'Donnell, Sam Jaffe                                     | Drame, épique   | Remporte un record de 11 Academy Awards; remake du film muet de 1925          |
| The Best of Everything                           | Jean Negulesco        | Diane Baker, Stephen Boyd, Hope Lange                                                                                     | Drame           |                                                                               |
| The Big Circus                                   | Joseph M. Newman      | Victor Mature, Red Buttons, Rhonda Fleming                                                                                | Drame           |                                                                               |
| The Big Fisherman                                | Frank Borzage         | Howard Keel, Susan Kohner, John Saxon                                                                                     | Drame           |                                                                               |
| Le Témoin doit être assassiné (The Big Operator) | Charles F. Haas       | Mickey Rooney, Steve Cochran, Mamie Van Doren                                                                             | Drame policier  |                                                                               |
| Blue Denim (en)                                  | Philip Dunne          | Carol Lynley, Macdonald Carey, Brandon de Wilde                                                                           | Drame           |                                                                               |
| Bonanza Bunny                                    |                       | Bugs Bunny | Dessin animé    |                                                                               |
| Born to Be Loved (en)                            | Hugo Haas             | Carol Morris | Drame           |                                                                               |
| A Bucket of Blood                                | Roger Corman          | Dick Miller, Ed Nelson | Horreur         |                                                                               |
| But Not for Me                                   | Walter Lang           | Clark Gable, Carroll Baker, Lilli Palmer                                                                                  | Comédie         |                                                                               |

## C-D
| Titre                              | Réalisateur       | Distribution                                                                              | Genre          | Notes                                    |
| ---------------------------------- | ----------------- | ----------------------------------------------------------------------------------------- | -------------- | ---------------------------------------- |
| Career                             | Joseph Anthony    | Dean Martin, Tony Franciosa, Shirley MacLaine                                             | Drame          | écrit par Dalton Trumbo                  |
| Compulsion                         | Richard Fleischer | Bradford Dillman, Dean Stockwell, Orson Welles                                            | Drame policier | D'après Leopold et Loeb                  |
| Count Your Blessings               | Jean Negulesco    | Deborah Kerr, Rossano Brazzi                                                              | Drame          |                                          |
| The Crimson Kimono                 | Samuel Fuller     | Victoria Shaw, Glenn Corbett, James Shigeta                                               | Film noir      |                                          |
| Cuban Rebel Girls                  | Barry Mahon       | Errol Flynn, Beverly Aadland                                                              | Drame          |                                          |
| Darby O'Gill and the Little People | Robert Stevenson  | Albert Sharpe, Janet Munro, Sean Connery                                                  | Fantasy        |                                          |
| Date with Death                    | Harold Daniels    | Gerald Mohr, Liz Renay                                                                    | Film policier  |                                          |
| Day of the Outlaw                  | André de Toth     | Robert Ryan, Burl Ives, Tina Louise                                                       | Western        |                                          |
| The Devil's Disciple               | Guy Hamilton      | Burt Lancaster, Kirk Douglas, Laurence Olivier                                            | Drame          | D'après une pièce de George Bernard Shaw |
| The Diary of Anne Frank            | George Stevens    | Joseph Schildkraut, Ed Wynn, Shelley Winters, Millie Perkins, Richard Beymer, Diane Baker | Biographie     | Remporte 3 Academy Awards                |
| Don't Give Up the Ship             | Norman Taurog     | Jerry Lewis, Dina Merrill, Gale Gordon                                                    | Comédie        | Paramount                                |
| Donald in Mathmagic Land           |                   | Clarence Nash                                                                             | Animation      |                                          |

## E-H
| Titre                                  | Réalisateur        | Distribution                                                                                | Genre               | Notes                                                                                           |
| -------------------------------------- | ------------------ | ------------------------------------------------------------------------------------------- | ------------------- | ----------------------------------------------------------------------------------------------- |
| The FBI Story                          | Mervyn LeRoy       | James Stewart                                                                               | Drame               |                                                                                                 |
| Face of a Fugitive                     | Paul Wendkos       | Fred MacMurray, Myrna Fahey, James Coburn                                                   | Western             |                                                                                                 |
| La Fille de Capri                      | Rudolph Mate       | Mario Lanza, Johanna von Koczian, Zsa Zsa Gabor                                             | Film musical        | 1 nomination aux Oscar : meilleure bande originale, distribution originale cinéma et télévision |
| First Man into Space                   | Robert Day         | Marshall Thompson                                                                           | Science-fiction     |                                                                                                 |
| The Five Pennies                       | Melville Shavelson | Danny Kaye, Louis Armstrong                                                                 | Biographie, Musical | 4 nominations aux Oscar                                                                         |
| The Four Skulls of Jonathan Drake (en) | Edward L. Cahn     | Eduard Franz, Valerie French                                                                | Science-fiction     |                                                                                                 |
| The Fugitive Kind                      | Sidney Lumet       | Marlon Brando, Joanne Woodward, Anna Magnani                                                | Drame               |                                                                                                 |
| The Gazebo                             | George Marshall    | Glenn Ford, Debbie Reynolds, Carl Reiner                                                    | Comédie noire       |                                                                                                 |
| The Gene Krupa Story (en)              | Don Weis           | Sal Mineo, Susan Oliver, James Darren                                                       | Biographie          | Histoire du batteur Gene Krupa                                                                  |
| The Giant Gila Monster (en)            | Ray Kellogg        | Don Sullivan, Fred Graham                                                                   | Science-fiction     |                                                                                                 |
| Gidget                                 | Paul Wendkos       | Sandra Dee, Cliff Robertson, James Darren                                                   | Comédie             | 4 film sequels; 2 TV series                                                                     |
| Girls Town (en)                        | Charles F. Haas    | Mamie Van Doren, Paul Anka                                                                  | Drame               | Anka chante son succès Lonely Boy                                                               |
| The Great St. Louis Bank Robbery       | Charles Guggenheim | Steve McQueen                                                                               |                     | United Artists                                                                                  |
| Green Mansions                         | Mel Ferrer         | Audrey Hepburn, Anthony Perkins                                                             | Drame               | D'après le roman de W. H. Hudson                                                                |
| The Gunfight at Dodge City             | Joseph M. Newman   | Joel McCrea, Julie Adams, John McIntire                                                     | Western             |                                                                                                 |
| The Hanging Tree                       | Delmer Daves       | Gary Cooper, Maria Schell, Karl Malden, George C. Scott                                     | Drame               | Premier film de Scott                                                                           |
| The Hangman                            | Michael Curtiz     | Robert Taylor, Tina Louise, Fess Parker                                                     | Western             |                                                                                                 |
| Happy Anniversary                      | David Miller       | David Niven, Mitzi Gaynor                                                                   | Comédie             |                                                                                                 |
| Have Rocket, Will Travel (en)          | David Lowell Rich  | the Three Stooges                                                                           | Science-fiction     | Columbia Pictures                                                                               |
| A Hole in the Head                     | Frank Capra        | Frank Sinatra, Edward G. Robinson, Eleanor Parker, Carolyn Jones, Keenan Wynn, Eddie Hodges |                     | Sinatra chante High Hopes                                                                       |
| Holiday for Lovers (en)                | Henry Levin        | Clifton Webb, Jane Wyman, Jill St. John                                                     | Comédie             |                                                                                                 |
| The Horse Soldiers                     | John Ford          | John Wayne, William Holden                                                                  | Western             | United Artists                                                                                  |
| House on Haunted Hill                  | William Castle     | Vincent Price, Elisha Cook Jr.                                                              | Horreur             | refait en 1999                                                                                  |

## I-N
| Titre                              | Réalisateur      | Distribution                                                                                 | Genre                                      | Notes                                                 |
| ---------------------------------- | ---------------- | -------------------------------------------------------------------------------------------- | ------------------------------------------ | ----------------------------------------------------- |
| Imitation of Life                  | Douglas Sirk     | Lana Turner, John Gavin, Sandra Dee, Juanita Moore, Susan Kohner                             | Drame                                      | 2 nominations aux Academy Award; dernier film de Sirk |
| The Immoral Mr. Teas (en)          | Russ Meyer       |                                                                                              | Sexe, Comédie                              |                                                       |
| Island of Lost Women               | Frank Tuttle     | Jeff Richards, Venetia Stevenson                                                             | Science-fiction                            |                                                       |
| It Happened to Jane                | Richard Quine    | Doris Day, Jack Lemmon, Ernie Kovacs                                                         | Comédie                                    |                                                       |
| It Started with a Kiss             | George Marshall  | Glenn Ford, Debbie Reynolds                                                                  | Comédie romantique                         |                                                       |
| Jazz on a Summer’s Day             | Bert Stern       |                                                                                              | Documentaire (Festival de jazz de Newport) |                                                       |
| The Jazz Singer                    | Ralph Nelson     | Jerry Lewis, Anna Maria Alberghetti                                                          | Drame                                      | TV film                                               |
| Jet Over the Atlantic              | Byron Haskin     | Guy Madison, Virginia Mayo, George Raft                                                      | Drame                                      |                                                       |
| John Paul Jones                    | John Farrow      | Robert Stack, Bette Davis, Marisa Pavan                                                      | Biographie                                 |                                                       |
| The Journey                        | Anatole Litvak   | Yul Brynner, Deborah Kerr, Robert Morley                                                     | Drame                                      |                                                       |
| Journey to the Center of the Earth | Henry Levin      | James Mason, Pat Boone, Diane Baker                                                          | Science-fiction                            | 20th Century Fox                                      |
| The Killer Shrews                  | Ray Kellogg      | Ken Curtis, James Best                                                                       | Science-fiction                            |                                                       |
| The Last Angry Man                 | Daniel Mann      | Paul Muni, David Wayne                                                                       | Drame                                      | 2 nominations aux Oscar                               |
| Last Train from Gun Hill           | John Sturges     | Kirk Douglas, Anthony Quinn, Carolyn Jones                                                   | Western                                    |                                                       |
| The Legend of Tom Dooley           | Ted Post         | Michael Landon, Jo Morrow (en)                                                               | Western                                    |                                                       |
| Li'l Abner                         | Melvin Frank     | Peter Palmer, Leslie Parrish, Stella Stevens, Howard St. John, Stubby Kaye, Julie Newmar     | Comédie, film musical                      | D'après la b.d d'Al Capp, spectacle de Broadway       |
| The Man in the Net                 | Michael Curtiz   | Alan Ladd, Carolyn Jones, Diane Brewster                                                     | film noir                                  |                                                       |
| The Miracle                        | Irving Rapper    | Carroll Baker, Roger Moore                                                                   | Drame                                      |                                                       |
| Miracle on 34th Street             |                  | Ed Wynn, Orson Bean                                                                          | Fantasy                                    | Réalisé pour la TV                                    |
| Muscle Up a Little Closer (en)     | Jules White      | the Three Stooges                                                                            | Court métrage                              |                                                       |
| Never So Few                       | John Sturges     | Frank Sinatra, Steve McQueen                                                                 | Film de guerre                             |                                                       |
| Night of the Ghouls                | Ed Wood          | Kenne Duncan (en), Duke Moore (en)                                                           | Film d'horreur                             |                                                       |
| No Name on the Bullet              | Jack Arnold      | Audie Murphy                                                                                 | Western                                    |                                                       |
| North by Northwest                 | Alfred Hitchcock | Cary Grant, Eva Marie Saint, James Mason, Martin Landau, Leo G. Carroll, Jessie Royce Landis | Suspense                                   | 3 nominations aux Oscar                               |
| The Nun's Story                    | Fred Zinnemann   | Audrey Hepburn, Peter Finch, Edith Evans                                                     | Drame                                      | 8 nominations au Oscar                                |

## O-S
| Titre                          | réalisateur          | Distribution                                                                                     | Genre                 | Notes                                                  |
| ------------------------------ | -------------------- | ------------------------------------------------------------------------------------------------ | --------------------- | ------------------------------------------------------ |
| Odds Against Tomorrow          | Robert Wise          | Harry Belafonte, Shelley Winters                                                                 | Film noir             |                                                        |
| On the Beach                   | Stanley Kramer       | Gregory Peck, Ava Gardner, Fred Astaire, Anthony Perkins                                         | Science-fiction       | 2 nominations aux Oscar ; BAFTA pour Kramer            |
| Operation Petticoat            | Blake Edwards        | Cary Grant, Tony Curtis                                                                          | Comédie               |                                                        |
| Pillow Talk                    | Michael Gordon       | Doris Day, Rock Hudson, Tony Randall                                                             | Comédie               |                                                        |
| Plan 9 from Outer Space        | Edward D. Wood, Jr.  | Bela Lugosi, Vampira, Tor Johnson                                                                | Science-fiction       | Influencé par le film Ed Wood                          |
| Porgy and Bess                 | Otto Preminger       | Sidney Poitier, Dorothy Dandridge, Sammy Davis, Jr., Pearl Bailey, Diahann Carroll, Brock Peters | Film musical          | musique de George Gershwin                             |
| Pork Chop Hill                 | Lewis Milestone      | Gregory Peck, Woody Strode, George Peppard                                                       | Drame, film de guerre |                                                        |
| Pull My Daisy                  |                      |                                                                                                  | Court métrage         |                                                        |
| Return of the Fly              | Edward Bernds        | Vincent Price, Brett Halsey                                                                      | Science-fiction       | Sequel de The Fly                                      |
| Ride Lonesome                  | Budd Boetticher      | Randolph Scott                                                                                   | Western               |                                                        |
| Rio Bravo                      | Howard Hawks         | John Wayne, Dean Martin, Ricky Nelson, Angie Dickinson, Walter Brennan, Ward Bond                | Western               | Warner Bros.                                           |
| The Rookie                     | George O'Hanlon (en) | Tommy Noonan, Julie Newmar, Peter Marshall                                                       | Comédie               |                                                        |
| Say One for Me                 | Frank Tashlin        | Bing Crosby, Debbie Reynolds, Robert Wagner                                                      | Film musical          |                                                        |
| Shadows                        | John Cassavetes      | Ben Carruthers, Lelia Goldoni                                                                    | Drame                 |                                                        |
| The Shaggy Dog                 | Charles Barton       | Fred MacMurray, Tommy Kirk                                                                       | Comédie               | Walt Disney                                            |
| Shake Hands with the Devil     | Michael Anderson     | James Cagney, Don Murray, Dana Wynter                                                            | Drame                 |                                                        |
| Sleeping Beauty                | Clyde Geronimi       | Eleanor Audley, Mary Costa                                                                       | Dessin animé          | Walt Disney                                            |
| Solomon and Sheba              | King Vidor           | Yul Brynner, Gina Lollobrigida                                                                   | Drame                 |                                                        |
| Some Like It Hot               | Billy Wilder         | Marilyn Monroe, Jack Lemmon, Tony Curtis, George Raft, Pat O'Brien, Joe E. Brown                 | Comédie               | Remporte 3 Golden Globes; nommé pour 6 Oscars          |
| The Sound and the Fury         | Martin Ritt          | Yul Brynner, Joanne Woodward, Margaret Leighton                                                  | Drame                 |                                                        |
| Space Invasion of Lapland (en) | Virgil W. Vogel      | Barbara Wilson, Robert Burton                                                                    | Science-fiction       |                                                        |
| A Stranger in My Arms (en)     | Helmut Käutner       | Jeff Chandler, June Allyson, Mary Astor                                                          | Drame de guerre       |                                                        |
| Suddenly, Last Summer          | Joseph L. Mankiewicz | Katharine Hepburn, Elizabeth Taylor, Montgomery Clift                                            | Drame                 | Écrit par Tennessee Williams; Golden Globe pour Taylor |
| A Summer Place                 | Delmer Daves         | Richard Egan, Sandra Dee                                                                         | Drame                 | D'après le roman A Summer Place                        |

## T-Z
| Titre                              | Réalisateur       | Distribution                                      | Genre             | Notes                       |
| ---------------------------------- | ----------------- | ------------------------------------------------- | ----------------- | --------------------------- |
| Tarzan's Greatest Adventure        | John Guillermin   | Gordon Scott, Sean Connery                        | Aventure          |                             |
| Tarzan, the Ape Man                | Joseph M. Newman  | Denny Miller (en), Joanna Barnes                  | Aventure          |                             |
| Teenage Zombies (en)               | Jerry Warren (en) | Don Sullivan, Katherine Victor (en)               | Horreur           |                             |
| Teenagers from Outer Space         | Tom Graeff (en)   | Dawn Bender (en), Bryan Grant                     | Science-fiction   |                             |
| Terror Is a Man (en)               | Gerardo de Leon   | Francis Lederer, Greta Thyssen (en)               | film d'horreur    | Production U.S./Philippines |
| That Kind of Woman                 | Sidney Lumet      | Sophia Loren, Tab Hunter, Jack Warden             | Drame             |                             |
| These Thousand Hills               | Richard Fleischer | Don Murray, Richard Egan, Lee Remick              | Western           |                             |
| They Came to Cordura               | Robert Rossen     | Gary Cooper, Rita Hayworth, Van Heflin, Dick York | Western           |                             |
| Third Man on the Mountain          | Ken Annakin       | Michael Rennie, James MacArthur, Janet Munro      | Family            |                             |
| Thunder in the Sun                 | Russell Rouse     | Susan Hayward, Jeff Chandler                      | Western           |                             |
| The Tingler                        | William Castle    | Vincent Price                                     | Science-fiction   |                             |
| The Trap                           | Norman Panama     | Richard Widmark, Lee J. Cobb                      | Film policier     | 20th Century Fox            |
| Up Periscope                       | Gordon Douglas    | James Garner, Edmond O'Brien, Alan Hale, Jr.      | Film de guerre    |                             |
| Warlock                            | Edward Dmytryk    | Richard Widmark, Henry Fonda, Anthony Quinn       | Western           |                             |
| The Wasp Woman                     | Roger Corman      | Susan Cabot, Anthony Eisley (en)                  | Horreur           |                             |
| Westbound                          | Budd Boetticher   | Randolph Scott, Virginia Mayo, Karen Steele       | Western           |                             |
| The Wild and the Innocent          | Jack Sher         | Audie Murphy, Joanne Dru, Gilbert Roland          | Western           |                             |
| Window Water Baby Moving           | Stan Brakhage     |                                                   | Film expérimental |                             |
| Woman Obsessed                     | Henry Hathaway    | Susan Hayward, Stephen Boyd                       | Drame             |                             |
| The Wonderful Country              | Robert Parrish    | Robert Mitchum, Julie London, Pedro Armendáriz    | Western           |                             |
| The World, the Flesh and the Devil | Ranald MacDougall | Harry Belafonte, Inger Stevens                    | Science-fiction   |                             |
| The Wreck of the Mary Deare        | Michael Anderson  | Gary Cooper, Charlton Heston, Michael Redgrave    | Thriller          |                             |
| Yellowstone Kelly                  | Gordon Douglas    | Clint Walker, Edd Byrnes, Ray Danton              | Western           |                             |
| The Young Captives (en)            | Irvin Kershner    | Steven Marlo, Luana Patten                        | Drame             |                             |
| The Young Philadelphians           | Vincent Sherman   | Paul Newman, Barbara Rush, Robert Vaughn          | Drame             |                             |

## Source de la traduction
- (en) Cet article est partiellement ou en totalité issu de l’article de Wikipédia en anglais intitulé « List of American films of 1959 » (voir la liste des auteurs).